# Vilkinsonova mikrotalasna anizotropna sonda
Vilkinsonova mikrotalasna anizotropna sonda (WMAP), originalno poznata kao Mikrotalasna anizotropna sonda (MAP), bila je svemirska letelica koja je operisala od 2001 do 2010 i merila temperaturne razlike širom neba u kosmičkom pozadinskom zračenju (CMB) – radijacionu toplotu preostalu od Velikog praska. Na čelu sa profesorom Čarlsom L. Benetom sa Univerziteta Džons Hopkins, misija je razvijena u zajedničkom partnerstvu između NASA Godardovog centra za svemirske letove i Univerziteta Prinston. Svemirska letelica WMAP lansirana je 30. juna 2001. sa Floride. Misija WMAP nasledila je svemirsku misiju  i bila je druga svemirska letelica srednje klase (MIDEX) u programu NASA Ekplorera. Godine 2003, MAP je preimenovana u WMAP u čast kosmologa Dejvida Toda Vilkinsona (1935–2002), koji je bio član naučnog tima misije. Nakon devet godina rada, WMAP je isključena 2010. godine, nakon što je ESA lansirala napredniju svemirsku letelicu Plank.
Merenja WMAP-a su igrala ključnu ulogu u uspostavljanju trenutnog standardnog modela kosmologije: Lambda-CDM modela. Podaci WMAP-a vrlo se dobro uklapaju u svemir koji je dominiran tamnom energijom u obliku kosmološke konstante. Ostali kosmološki podaci su takođe dosledni i zajedno čvrsto ograničavaju model. U Lambda-CDM modelu svemira, starost univerzuma je 13,772±0,059 milijardi godina. Određivanje starosti svemira misijom WMAP-a ima tačnost veću od 1%. Trenutna brzina širenja svemira je (vidi Hublovu konstantu) 69,32±0,80 km·s−1·Mpc−1. Sadržaj svemira trenutno se sastoji od 4,628%±0,093% obične barionske materije; 24,02%+0,88%
−0,87% hladne tamne materije (engl. cold dark matter - CDM) koja niti emituje niti apsorbuje svetlost; i 71,35%+0,95%
−0,96% tamne energije u obliku kosmološke konstante koja ubrzava širenje svemira. Manje od 1% trenutnog sadržaja svemira je u neutrinama, ali merenja WMAP-a su prvi put otkrila 2008. godine da podaci preferiraju postojanje kosmičke pozadine neutrina sa efektivnim brojem neutrinskih vrsta od 3,26±0,35. Sadržaj upućuje na Euklidsku ravnu geometriju sa zakrivljenošću ({\displaystyle \Omega _{k}}) od −0,0027+0,0039
−0,0038. Merenja WMAP takođe podržavaju paradigmu kosmičke inflacije na nekoliko načina, uključujući merenje ravnoće.
Misija je osvojila različite nagrade: prema časopisu Science, WMAP je ostvario najznačajnije otkriće za 2003 godinu. Publikacije sa rezultatima ove misije bile su prvom i drugom mestu spiska „Super vrućih radova u nauci od 2003”. Od najviše referenciranih radova svih vremena iz fizike i astronomije u bazi podataka INSPIRE-HEP, samo tri su objavljena nakon 2000. godine, i sva tri su WMAP publikacije. Benet, Lajman A. Pejg, mlađi, i Dejvid N. Spergel, dva potonja sa Univerziteta Prinston, podelili su Nagradu Šo za astronomiju 2010. za svoj rad na WMAP-u. Benet i naučni tim WMAP-a dobili su Gruberovu nagradu za kosmologiju 2012. godine. Nagrada za proboj u fundamentalnoj fizici za 2018. godinu dodeljena je Benetu, Gariju Hinšou, Normanu Džarosiku, Pejdžu, Spergelu i naučnom timu WMAP.
Od oktobra 2010. svemirska letelica WMAP je napuštena u heliocentričnoj grobljanskoj orbiti nakon 9 godina rada. Svi WMAP podaci su objavljeni u javnosti i podvrgnuti su pažljivoj kontroli. Konačno službeno objavljivanje podataka bilo je devetogodišnje objavljivanje 2012. godine.
Neki aspekti podataka su statistički neuobičajeni za Standardni model kosmologije. Na primer, najveće merenje ugaone skale, kvadrapolni momenat, nešto je manje nego što bi model predvideo, ali ta odstupanja nisu izuzetno značajna. Velika hladna tačka i ostale karakteristike podataka su statistički značajnije, i istraživanje se nastavlja na njima.

## Literatura
- Wilkinson Microwave Anisotrophy Probe Charles L. Bennett Scholarpedia, Bennett, Charles (2007). „Wilkinson microwave anisotropy probe”. Scholarpedia. 2 (10): 4731. Bibcode:2007SchpJ...2.4731B. doi:10.4249/scholarpedia.4731 .
- Bennett, C.;  . (2003a). „The Microwave Anisotropy Probe (MAP) Mission”. Astrophysical Journal. 583 (1): 1—23. Bibcode:2003ApJ...583....1B. arXiv:astro-ph/0301158 . doi:10.1086/345346.
- Bennett, C.;  . (2003b). „First-Year Wilkinson Microwave Anisotropy Probe (WMAP) Observations: Foreground Emission”. Astrophysical Journal Supplement. 148 (1): 97—117. Bibcode:2003ApJS..148...97B. arXiv:astro-ph/0302208 . doi:10.1086/377252.
- Hinshaw, G.;  . (2007). „Three-Year Wilkinson Microwave Anisotropy Probe (WMAP1) Observations: Temperature Analysis”. Astrophysical Journal Supplement. 170 (2): 288—334. Bibcode:2007ApJS..170..288H. arXiv:astro-ph/0603451 . doi:10.1086/513698.
- Hinshaw, G.;  . (februar 2009). WMAP Collaboration. „Five-Year Wilkinson Microwave Anisotropy Probe Observations: Data Processing, Sky Maps, and Basic Results”. The Astrophysical Journal Supplement. 180 (2): 225—245. Bibcode:2009ApJS..180..225H. arXiv:0803.0732 . doi:10.1088/0067-0049/180/2/225.
- Limon, M.;  . (20. 3. 2008). „Wilkinson Microwave Anisotropy Probe (WMAP): Five–Year Explanatory Supplement” (PDF).
- Seife, Charles (2003). „Breakthrough of the Year: Illuminating the Dark Universe”. Science. 302 (5653): 2038—2039. PMID 14684787. S2CID 263076877. doi:10.1126/science.302.5653.2038.
- Spergel, D. N.;  . (2003). „First-Year Wilkinson Microwave Anisotropy Probe (WMAP) Observations: Determination of Cosmological Parameters”. Astrophysical Journal Supplement. 148 (1): 175—194. Bibcode:2003ApJS..148..175S. arXiv:astro-ph/0302209 . doi:10.1086/377226.
- Sergel, D. N.;  . (2007). „Three-Year Wilkinson Microwave Anisotropy Probe (WMAP) Observations: Implications for Cosmology”. Astrophysical Journal Supplement. 170 (2): 377—408. Bibcode:2007ApJS..170..377S. arXiv:astro-ph/0603449 . doi:10.1086/513700.
- Komatsu; Dunkley; Nolta; Bennett; Gold; Hinshaw; Jarosik; Larson;  . (2009). „Five-Year Wilkinson Microwave Anisotropy Probe (WMAP) Observations: Cosmological Interpretation”. The Astrophysical Journal Supplement Series. 180 (2): 330—376. Bibcode:2009ApJS..180..330K. arXiv:0803.0547 . doi:10.1088/0067-0049/180/2/330.

## Spoljašnje veze
- Seife, Charles (2003). „With Its Ingredients MAPped, Universe's Recipe Beckons”. Science. 300 (5620): 730—731. PMID 12730575. doi:10.1126/science.300.5620.730.